# منی بیکر

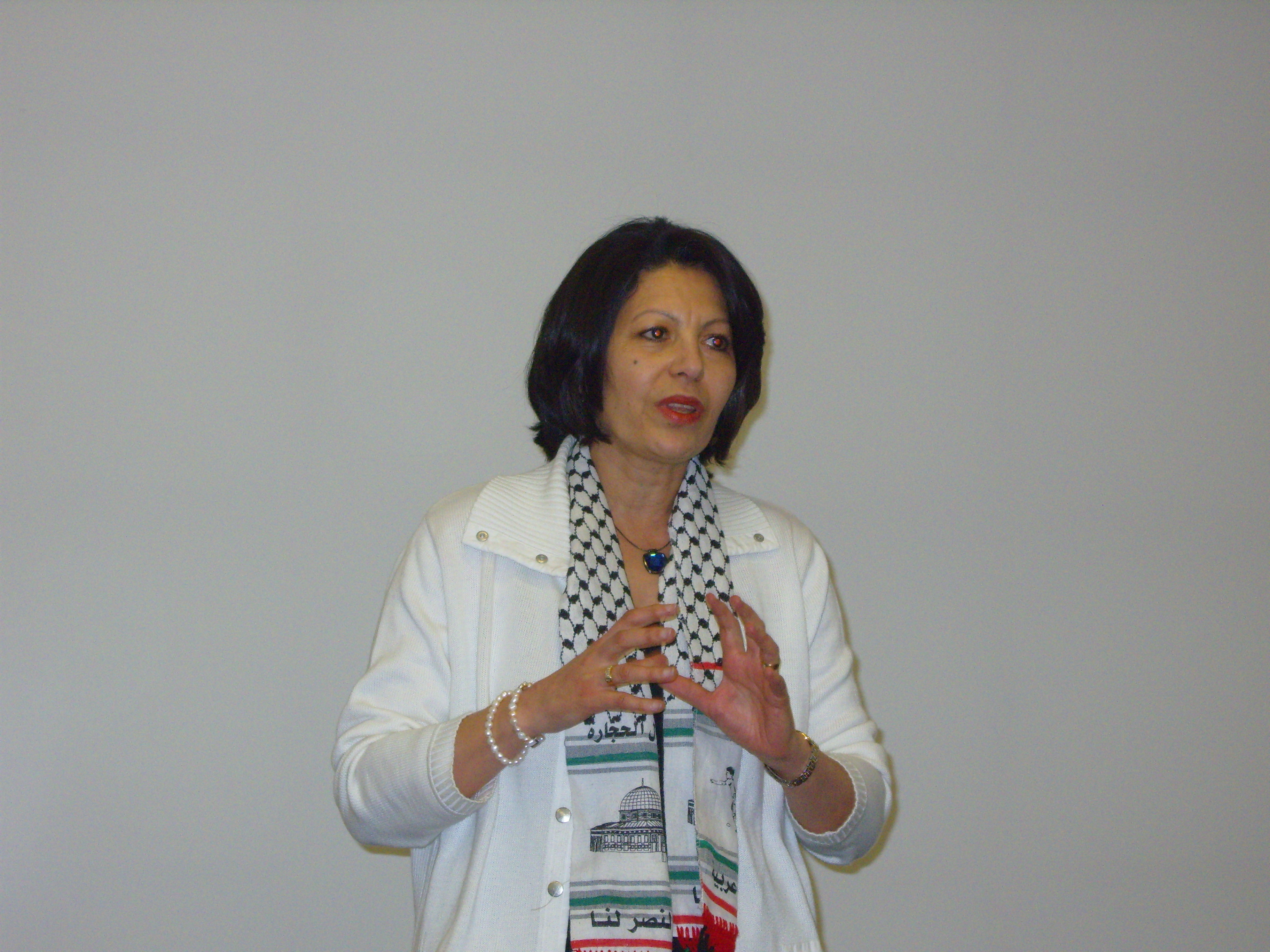
منی بیکر

مُنیٰ بیکر (به انگلیسی: Mona Baker) (زادهٔ ۱۹۵۳) استاد مطالعات ترجمه و مدیر مرکز ترجمه و مطالعات بین‌فرهنگی در دانشگاه منچستر انگلستان است.
او مدرک کارشناسی‌اش را در رشتهٔ ادبیات انگلیسی و تطبیقی از دانشگاه آمریکایی قاهره اخذ کرد. سپس مدرک کارشناسی ارشدش را در رشتهٔ زبان‌شناسی کاربردی از دانشگاه بیرمنگام گرفت. در ۱۹۹۵ به مؤسسه علم و فناوری دانشگاه منچستر رفت و در ۱۹۹۷ استاد همان دانشگاه شد.
او از جمله استادانی است که خواستار تحریم علمی اسرائیل هستند. وقتی بیکر در سال ۲۰۰۲ دو استاد از دانشگاه‌های اسرائیل را به همین خاطر از هیئت ویراستاری ژورنال‌هایش حذف کرد، شدیداً مورد انتقاد قرار گرفت.

## آثار
- Editor of Critical Concepts: Translation Studies (London and New York: Routledge, 2009).
- Editor of Critical Readings in Translation Studies (London and New York: Routledge, 2010).
- Editor, together with Gabriela Saldanha, of Routledge Encyclopedia of Translation Studies (2nd edition) (London and New York: Routledge, 2008).
- Translation and Conflict: A Narrative Account (London and New York: Routledge, 2006).
- In Other Words: A Coursebook on Translation (first edition, 1992, Routledge; revised and extended edition, 2011).